# Волжский переулок (Санкт-Петербург)
Во́лжский переулок — переулок в Василеостровском районе Санкт-Петербурга. Проходит от Бугского переулка в направлении Среднего проспекта Васильевского острова, пересекает Большой проспект Васильевского острова.

## История
Первоначальное название Рыночный переулок известно с 1821 года, связано с находящимся рядом Андреевским рынком. Современное название Волжский переулок дано 14 июля 1859 года по реке Волге, в ряду улиц Васильевской части, наименованных по рекам России.

## Достопримечательности
- Частная православная школа семьи Шостаковичей